# Шеста влада Саве Грујића
Шеста влада Саве Грујића је била влада Краљевине Србије од 8. фебруара до 10. децембра 1904.

## Чланови владе
| Функција                                               | Слика | Име и презиме        | Детаљи |
| ------------------------------------------------------ | ----- | -------------------- | ------ |
| Председник Министарског савета и министар без портфеља |       | Сава Грујић          |        |
| Министар иностраних дела                               |       | Никола Пашић         |        |
| Министар унутрашњих дела                               |       | Стојан М. Протић     |        |
| Министар правде                                        |       | Михаило С. Полићевић |        |
| Министар финансија                                     |       | Лазар Пачу           |        |
| Министар просвете и црквених дела                      |       | Љубомир Давидовић    |        |
| Министар војни                                         |       | Радомир Путник       |        |
| Министар грађевина                                     |       | Владимир Тодоровић   |        |
| Министар народне привреде                              |       | Светолик Радовановић |        |